# Circondario di decentramento amministrativo
Il circondario di decentramento amministrativo è stato un ente italiano intermedio tra provincia e comune, istituito sotto forma di unioni di comuni, come organo di decentramento delle funzioni regionali e provinciali e di accentramento di funzioni sovracomunali.

## Storia
Numerose regioni hanno istituito circondari di decentramento tra gli anni settanta e anni '80 del XX secolo, spesso grosso modo coincidenti con i circondari giudiziari o con l'ambito di presenza di uffici pubblici statali, anche sotto la spinta di rivendicazioni di autonomia provinciale dei relativi territori. I circondari erano solitamente sede anche di sezioni dei comitati regionali di controllo degli atti degli enti locali e di uffici di decentramento regionale, come nel caso della Sardegna. Diversi di questi territori successivamente sono stati elevati al rango di provincia.
Dal 2000, in base all'articolo 21 del "Testo unico degli enti locali" la provincia, "...in relazione all'ampiezza e peculiarità del territorio, alle esigenze della popolazione ed alla funzionalità dei servizi, può disciplinare nello statuto la suddivisione del proprio territorio in circondari e sulla base di essi organizzare gli uffici, i servizi e la partecipazione dei cittadini". 
Il circondario è divenuto pertanto circoscrizione di decentramento amministrativo sub-provinciale e di aggregazione facoltativa di funzioni comunali e viene istituito direttamente dalla provincia di appartenenza, divenendo di fatto un comprensorio dalle funzioni e dimensioni ridotte, la cui costituzione non comporta alcuna modificazione nell'organizzazione e nella distribuzione degli uffici pubblici non provinciali.
Dal 2010 i circondari provinciali esistenti sono stati soppressi.

## Elenco

### Circondari istituiti negli anni '70 e '80
- Piemonte
  - Alba-Bra ( Cuneo)
  - Ivrea ( Torino)
  - Pinerolo ( Torino)
  - Verbano-Cusio-Ossola ( Novara)
  - Biella ( Vercelli)
  - Mondovì ( Cuneo)
  - Casale Monferrato ( Alessandria)
  - Saluzzo-Savigliano-Fossano ( Cuneo)

- Lombardia
  - Lodi ( Milano)
  - Lecco ( Como)

- Emilia-Romagna
  - Rimini ( Forlì-Cesena)

- Toscana
  - Prato ( Firenze)

- Puglia
  - Barletta ( Bari)

- Basilicata
  - Lagonegro ( Potenza)
  - Melfi ( Potenza)

- Sardegna
  - Tempio Pausania ( Sassari)
  - Lanusei ( Nuoro)
  - Iglesias ( Cagliari)

### Circondari istituiti negli anni 2000
- Terni
  - Orvieto

- Torino
  - Ivrea
  - Pinerolo
  - Susa
  - Lanzo

- Venezia
  - Veneto Orientale

- Bologna
  - Imola

- Forlì-Cesena
  - Forlì
  - Cesena

- Firenze
  - Empolese-Valdelsa

- Livorno
  - Val di Cornia

- Siena
  - Valdelsa
  - Chianti Senese
  - Crete Senesi
  - Val di Chiana
  - Val d'Orcia-Amiata
  - Val di Merse

- Reggio Calabria
  - Stretto
  - Palmi
  - Locri